# Archibald Douglas Cochrane
Kapitan Sir Archibald Douglas Cochrane GCMG, KCSI, DSO, K.St.J., škotski častnik in politik, * 8. januar 1885, † 16. april 1958.
Drugi sin Thomasa Conchrana, 1. barona Cochrane iz Cultsa, je med drugim bil:
- član parlamenta za East Fife (1924–1929),
- član parlamenta za Dunbartonshire (1932–1936) in
- guverner Burme (1936–1941).